# Ukradené Vánoce šáši Krustyho
Ukradené Vánoce šáši Krustyho (v anglickém originále The Nightmare After Krustmas) jsou 10. díl 28. řady (celkem 606.) amerického animovaného seriálu Simpsonovi. Scénář napsal Jeff Westbrook a díl režíroval Rob Oliver. V USA měl premiéru dne 11. prosince 2016 na stanici Fox Broadcasting Company a v Česku byl poprvé vysílán 1. července 2017 na stanici Prima Cool.

## Děj
Ve springfieldském kostele je na bohoslužbě reverenda Lovejoye o čtvrté adventní neděli přítomno jen velmi málo lidí. Jeho žena Helena ho po bohoslužbě zavolá na schůzku s Nedem, Agnes, Melem, děkanem (šéfem Lovejoye) a biskupem, jenž požaduje, aby do kostela přivedl více lidí. Mezitím se ve městě koná Pohanský zimní festival, jehož se účastní rodina Simpsonových a další. Theo Jansen předvádí kráčedlo (strandbeest), „sochu“ poháněnou větrem. Kvůli vysokému větru se kráčedlo pohybuje velmi rychle a pošlape šášu Krustyho, který bruslil se svou dcerou Sophií. Ve Springfieldské nemocnici se židovský Krusty snaží sblížit se svou dcerou, ale zjistí, že ji matka vychovala jako křesťanku a že chce slavit Vánoce. Když Marge vidí jejich neshody, pozve je, aby strávili Vánoce u nich doma.
Marge přinese Maggie skřítka, který ji má hlídat a říkat Santa Clausovi, jestli nezlobila. Homer dodá, že pokud Maggie nebude hodná, okouše jí skřítek prsty. Krusty přijíždí do domu Simpsonových, ale přivede televizní štáb. Během natáčení zazní spousta reklamy, čímž Sophii rozzlobí natolik, že ho pošle pryč. Mezitím se reverend Lovejoy vydá do hospody U Vočka a setká se s Krustym, kterého konvertuje na křesťanství. Té noci má Maggie noční můru o skřítkovi, ve které na ni skřítek útočí pistolí. Marge ji probudí a zjistí, že jsou Vánoce. Marge řekne, že jí Skřítek řekl, že byla hodná, a k jejímu zděšení řekne, že si ho nechají po celý rok.
Během vánoční bohoslužby Lovejoy představí věřícím konvertovaného Krustyho. Sophie, která vidí změnu, je šťastná a vezme jej zpět k Simpsonovým. Doma Maggie rozbalí svůj vánoční dárek a zjistí, že je to Paní skřítková domácí. Večer v jejich ložnici Marge překvapí Homera tím, že si vezme vánoční kostým, ale když si lehnou do postele, zjistí, že pod peřinou jsou části z Pana a paní skřítkových domácích, rozstříhané na několik kusů, zatímco Maggie usíná šťastná. Mel uvede v Krustyho show Hodinu střízlivého rozjímání s šášou Krustym, kde Krusty ke zklamání dětí v publiku ukáže, jak moc ho křesťanství změnilo (a to včetně upravené verze Itchyho a Scratchyho).
Krusty se připravuje na křest v řece, a když se blíží k Lovejoyovi, prolomí se led a propadne se pod něj. V halucinaci ho v ledovém zámku navštíví jeho otec Hyman. Krusty s ním hovoří o jeho roli otce a o jeho konverzi, což v důsledku vede k návratu k židovství. Je zachráněn Lovejoyem, který je oslavován jako hrdina, a lidé se vrací do kostela.
V závěrečné montáži opustí Mela jeho žena a Maggie zničí další skřítky. Křesťanský a židovský bůh v nebi debatují o tom, zda pádem do vody proběhl křest, přeruší je však opilý Mazda, zoroastriánský bůh, který byl v epizodě zmíněn dříve. V mezititulkové scéně si Krusty a Sophie společně zazpívají, zatímco je kráčedlo pohání na saních.

## Produkce
Wayne Gretzky se stal prvním hokejistou, který v daboval v Simpsonových. Gretzky byl již napsán v jednom z prvních návrhů na díl 6. řady s názvem Líza – posila mužstva, ale nakonec byla pasáž vyřazena.

## Přijetí
Dennis Perkins z webu The A.V. Club udělil dílu hodnocení B− a napsal: „Teoreticky není na nápadu nic špatného – Dan Castellaneta a Harry Shearer se vždy s nadšením vrhají do Krustyho hrabání slávy a Lovejoyovy hrobové sentimentálnosti. A béčková postava, která se v jedné epizodě ujme řízení, může být podnětem k novému vyprávění. Ale i když je v celém dílu bravurně neuctivý pohled na náboženství, Lovejoy a Krusty nejsou sami o sobě nikterak zvlášť přesvědčiví.“
Tony Sokol, kritik Den of Geek, ohodnotil díl 4,5 hvězdičkami z 5 s komentářem: „Ukradené Vánoce šáši Krustyho nám dávají všechno kromě nenáboženského sezónního speciálu, ale jsou dárkem, který si může rozbalit každý… (Téměř) každá hláška je panákem vaječného koňaku okořeněným podvratnou sváteční náladou. Dokonce i scénky. Vizuálních gagů je spousta a celá epizoda je prozářena vtipem.“
Ukradené Vánoce šáši Krustyho dosáhly ratingu 2,3 s podílem 8 a sledovalo je 5,6 milionu lidí, čímž se umístily na první příčce nejlépe hodnocených pořadů toho večera na stanici Fox.